# Itta di Nivelles
Itta, o Ida, o Iduberga (592 – Nivelles, 8 maggio 657), è stata moglie di Pipino di Landen che, rimasta vedova, fu monaca e poi badessa, venerata come santa dalla Chiesa cattolica.

## Origine
Era figlia di Arnoaldo, figlio di Anbertus e Blitilde. Sua bisnonna fu Doda di Reims, figlia del re dei Merovingi di Colonia, Cloderico; ella ebbe una sorella dallo stesso nome che sposò Arnolfo di Metz.

## Biografia
Itta è citata negli Annales Xantenses, quando viene ricordata la morte del marito, Pipino di Landen, precisando che, dopo essere rimasta vedova, nel 647, nel 650, edificò il monastero di Nivelles, dove, su consiglio di Amando di Maastricht, si ritirò divenendo monaca.
Itta, detta Itaberga è citata anche negli Annales Mettenses priores, quando viene citata la figlia, Gertrude, che entrò nello stesso monastero fondato dalla madre.
Il monastero da lei fondato era un monastero doppio, con un'ala maschile e una femminile, sottoposto all'autorità della badessa. Ne divenne la prima badessa; secondo un'altra versione, avrebbe rinunciato a tale dignità a favore della figlia Gertrude (che comunque le sarebbe succeduta alla sua morte).
Itta morì nel suo monastero l'8 maggio 657.

## Matrimoni e figli
Itta aveva sposato Pipino di Landen a cui diede tre figli:
- Begga (?-693), che sposò Ansegiso, il figlio di Arnolfo di Metz e fu madre di Pipino di Héristal[2]
- Gertrude (?- 17 marzo 659), santa vergine[2], che divenne badessa del monastero di Nivelles,
- Grimoaldo (615- Parigi 657), Maggiordomo d'Austrasia dal 647 al 656, che cercò di deporre la dinastia dei merovingi[4]

## Culto
Memoria liturgica l'8 maggio.

## Ascendenza
|                     |   |             | Genitori   |  |  | Nonni |  |  | Bisnonni          |  |  | Trisnonni         |  |
|                     |   |             |            |  |  |       |  |  | Ferreolo di Rodez |  |  | Tonanzio Ferreolo |  |
|                     |   |             |            |  |  |       |  |  | Ferreolo di Rodez |  |  | Tonanzio Ferreolo |  |
|                     |   | Industria   |            |  |  |       |  |  | Ferreolo di Rodez |  |  |                   |  |
| Ansberto (senatore) |   |             |            |  |  |       |  |  | Ferreolo di Rodez |  |  |                   |  |
|                     |   | Dode        | …          |  |  |       |  |  |                   |  |  |                   |  |
|                     |   | Dode        | …          |  |  |       |  |  |                   |  |  |                   |  |
|                     |   | Dode        | …          |  |  |       |  |  |                   |  |  |                   |  |
| Arnoaldo di Metz    |   | Dode        |            |  |  |       |  |  |                   |  |  |                   |  |
|                     |   | Cariberto I | Clotario I |  |  |       |  |  |                   |  |  |                   |  |
|                     |   | Cariberto I | Clotario I |  |  |       |  |  |                   |  |  |                   |  |
|                     |   | Cariberto I | Ingonda    |  |  |       |  |  |                   |  |  |                   |  |
| Blithilde           |   | Cariberto I |            |  |  |       |  |  |                   |  |  |                   |  |
|                     |   | …           | …          |  |  |       |  |  |                   |  |  |                   |  |
|                     |   | …           | …          |  |  |       |  |  |                   |  |  |                   |  |
|                     |   | …           | …          |  |  |       |  |  |                   |  |  |                   |  |
| Itta di Nivelles    |   | …           |            |  |  |       |  |  |                   |  |  |                   |  |
|                     | … | …           |            |  |  |       |  |  |                   |  |  |                   |  |
|                     | … | …           |            |  |  |       |  |  |                   |  |  |                   |  |
|                     | … | …           |            |  |  |       |  |  |                   |  |  |                   |  |
| …                   | … |             |            |  |  |       |  |  |                   |  |  |                   |  |
|                     |   | …           | …          |  |  |       |  |  |                   |  |  |                   |  |
|                     |   | …           | …          |  |  |       |  |  |                   |  |  |                   |  |
|                     |   | …           | …          |  |  |       |  |  |                   |  |  |                   |  |
| …                   |   | …           |            |  |  |       |  |  |                   |  |  |                   |  |
|                     |   | …           | …          |  |  |       |  |  |                   |  |  |                   |  |
|                     |   | …           | …          |  |  |       |  |  |                   |  |  |                   |  |
|                     |   | …           | …          |  |  |       |  |  |                   |  |  |                   |  |
| …                   |   | …           |            |  |  |       |  |  |                   |  |  |                   |  |
|                     |   | …           | …          |  |  |       |  |  |                   |  |  |                   |  |
|                     |   | …           | …          |  |  |       |  |  |                   |  |  |                   |  |
|                     |   | …           | …          |  |  |       |  |  |                   |  |  |                   |  |
|                     |   | …           |            |  |  |       |  |  |                   |  |  |                   |  |

### Fonti primarie
- (LA)  Fredegario, Chronicum.
- (LA)  Annales Xantenses.
- (LA)  Annales Mettenses Priores.